# Wacław Radwan (1870–1922)
Wacław Radwan (ur. 1870 w Warszawie, zm. 8 grudnia 1922 w Warszawie) – polski malarz, uczeń Jana Matejki i Stanisława Grocholskiego, twórca portretów, m.in. Janusza Radziwiłła, Lubomirskich, wielkiego księcia Borysa i rumuńskiej pary królewskiej.

## Życiorys
Wacław Radwan urodził się w 1870 roku w Warszawie. Ojciec, Władysław, był ziemianinem. Matka, Zofia z Sobieskich (primo voto Józefowa Komierowska, secundo voto Ksawerowa Norwidowa), przywiązywała dużą wagę do kształtowania w dzieciach szacunku dla kultury. Wacław miał dwóch braci (Gustawa – pianistę i Stanisława) oraz trzech braci przyrodnich (Konstanty, Józef i Bronisław Komierowscy) i przyrodnią siostrę – Marię z Norwidów (Józefowa Łempicka). Wacław studiował malarstwo w Krakowie i w Monachium, a następnie przez kilkanaście lat miał pracownię w Paryżu (przede wszystkim portrety, wystawiane w warszawskiej Zachęcie). W latach 1914–1920 przebywał w Moskwie i Bukareszcie, gdzie namalował m.in. portrety wielkiego księcia Borysa i rumuńskiej pary królewskiej. W 1920 roku wrócił do Warszawy. Zmarł nagle 8 grudnia 1922 roku i został pochowany na Powązkach. 

### Kraków

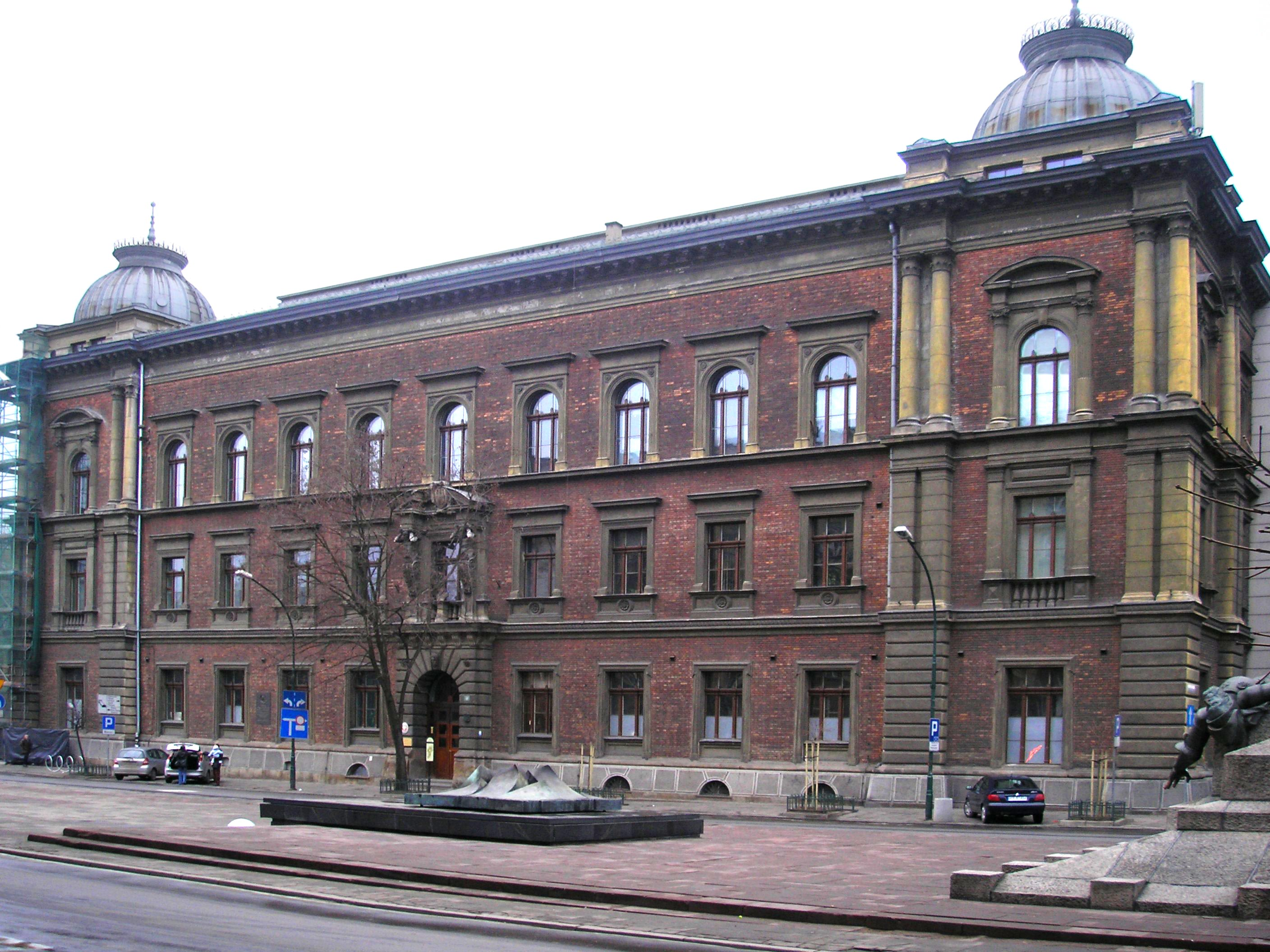
Akademia Sztuk Pięknych im. Jana Matejki w Krakowie w Krakowie

W latach 1888–1890 studiował w Krakowie – był uczniem Jana Matejki w Szkole Sztuk Pięknych (współcześnie Akademia Sztuk Pięknych im. Jana Matejki w Krakowie. W tego okresu pochodzą jego „rysunki żywej natury”, nagrodzone brązowym medalem (1890).

### Monachium
W kolejnych trzech latach (1890-1893) Wacław Radwan studiował malarstwo w Monachium, w nowej prywatnej szkole Stanisława Grocholskiego. Interesował się głównie portretami – niektóre z nich zostały wystawione w Towarzystwie Zachęty Sztuk Pięknych (TZSP), m.in. „Portret ojca autora” (1894), „Portret własny” (1894), „Portret panny M.” (1895). 

### Paryż
W 1896 roku Wacław Radwan przeniósł się do Paryża i otworzył pracownię przy placu Pigalle. W tym czasie Wincenty Kosiakiewicz korespondent petersburskiego „Kraju”, opisał w kronice paryskiej jego portrety, m.in. „Portret hr. Orłowskiego” i „Portret muzyka Augusta Radwana”, używając określenia:

Oddają formułę psychologiczną odtwarzanej postaci.

Portret Kosiakiewicza, namalowany prawdopodobnie w Paryżu, został wystawiony w „Zachęcie” (1896). Chętniej malował portrety kobiet, zdobywając coraz większe uznanie i coraz liczniejszą klientelę. Swoje dzieła wystawiał w warszawskim TZSP w latach 1901, 1903, 1904, oraz 1913/1914 i 1914/1915. W warszawskim Salonie Aleksandra Krywulta, na rogu ulicy Świętokrzyskiej i Nowego Światu, wystawił w 1901 roku cykl rysunków piórkiem. Uczestniczył też w wystawach Krywulta w latach 1903 i 1904. Paryskie prace Wacława Radwana były wystawiane również we Lwowie (Powszechna Wystawa Sztuki, 1910; „Portret p.K”.) oraz w salonach w Paryżu. Wśród znanych prac wymieniane są portrety: Janusza Radziwiłła, Lubomirskich, Konstantowej Przezdzieckiej, Adama Krasińskiego (wnuka poety). 

### Moskwa i Bukareszt
W 1914 roku Wacław Radwan udał się do Moskwy, gdzie namalował m.in. portrety wielkiego księcia Borysa i hr. Jussupów. Później przebywał na Krymie, skąd, przez Konstantynopol, dotarł do Bukaresztu. Tu namalował portrety pary królewskiej oraz ministra Brătianu. Wrócił do Polski w 1920 roku.